# Anna Torv
Anna Charmichael Torv (Melbourne, 7. lipnja 1979.) australska je glumica najpoznatija po ulozi Olivije Dunham u američkoj ZF seriji Fringe.

## Životopis
Rođena je u Melbourneu, a odrasla je u Queenslandu u gradu Gold Coast, gdje 1996. godine završava srednju školu Benowa State. Scensku umjetnost diplomira 2001. godine na australskom Nacionalnom institutu dramskih umjetnosti (NIDA).
Glumačku karijeru Torv započinje 2002. godine igrajući sporednu ulogu u australskom filmu White Collar Blue. Iste godine glumi Irenu Nedov u seriji Young Lions, a prvu ozbiljniju ulogu dobiva 2004. u australskoj dramskoj seriji The Secret Life of Us. Nakon što je 2008. godine glumila sporednu ulogu Alex u britanskoj seriji Mistresses, dobiva glavnu ulogu u američkoj ZF seriji Fringe gdje glumi agenticu FBI-ja Oliviju Dunham. Serija je u pet sezona prikazivanja postigla veliku gledanost na malim ekranima.
Godine 2010. Torv se pojavljuje u jednoj epizodi američke mini-serije Pacifik, u ulozi Virginije Grey.
Udala se u prosincu 2008. godine za Marka Valleyja koji je zajedno s njom glumio u prvoj sezoni serijala Fringe. Par se rastao sljedeće godine.

## Vanjske poveznice
- Anna Torv u internetskoj bazi filmova IMDb-u (engl.)